# Гриняцький водоспад

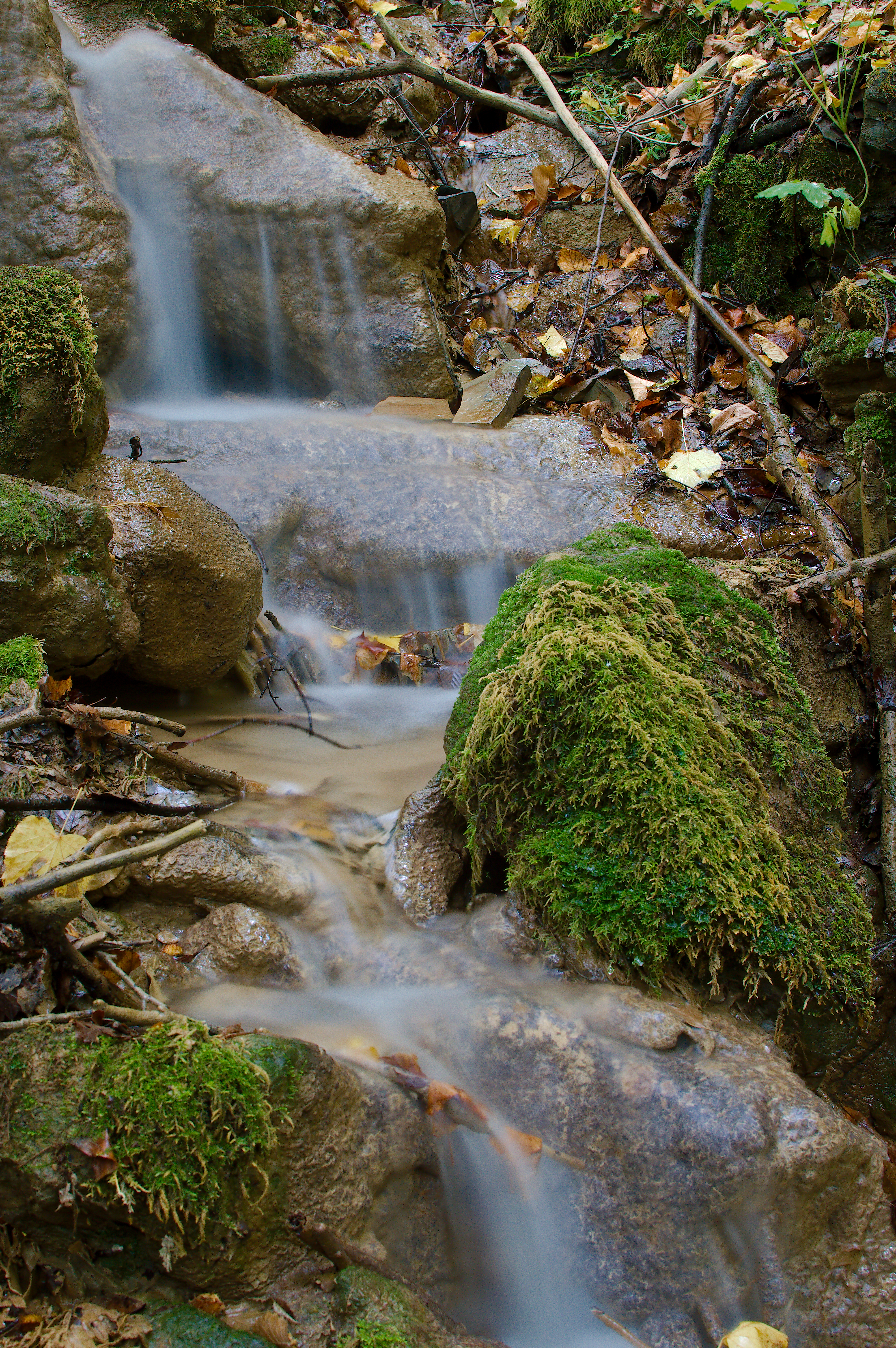

Гриняцький водоспад, або Шумило — каскад водоспадів загальною висотою 34 метри. Розташований на 1 км північніше села Гринячка (Хотинський район, Чернівецька область), поблизу заказника Гриняцька стінка-1. 
У верхів'ях великого яру гіпси утворюють цілий скельний амфітеатр з висотами стінок 7 — 10 м. Гіпси еродовані і кородовані. У днищі по контакту гіпсів та вапняків виходить значне карстове джерело, яке майже одразу утворює мальовничий водоспад, відомий місцевому населенню як «Шумило». 
Водоспад «Шумило» східчасто-каскадний, утворений у підгіпсових вапняках, загальною висотою 34 м, в тому числі перепади до 2 м. Уступ утворює півметровий прошарок міцного вапняку. Джерело є місцем виходу печерної системи «Липнева», яка раніше була обстежена спелеологами Чернівецького спелеоклубу «Троглодит». В цьому місці наочно демонструється роль тріщин бічного відпирання, характерних для каньйону, у провокуванні розвитку підземних карстових (і не карстових) та формуванні наземних форм рельєфу. Так, по розлому блок порід, що просів утворив депресію, в межах якої над карстовою порожниною утворились два проміжні провали завглибшки 3 та 6 м, а третій перетворився на яр завглибшки до 9-10 м, який поглинає постійний водотік, що бере початок у лісі. Отже, на цій ділянці каньйону печери належать переважно до так званого каналізаційного типу, коли поверхневі води поглинаються лійками на вирівняних ділянках четвертої — п'ятої террас Дністра і виходять карстовими джерелами в борту каньйону, поступово розчленовуючи схили. 
Водоспад розташований на території національного природного парку «Хотинський», вважається одним із найвищих на Буковині і має цінне наукове та естетичне значення. 
Поблизу водоспаду (за 300 м) є місце для розкладання наметового містечка та накрита альтанка для відпочинку.